# Bresedium brevipes
Bresedium brevipes is een krabbensoort uit de familie van de Sesarmidae. De wetenschappelijke naam van de soort is voor het eerst geldig gepubliceerd in 1889 door De Man.